# Bagras
Bagras (em turco: Baghrās), a antiga Pagras (em latim: Pagrae; em grego: Πάγραι), é uma cidade e seu castelo vizinho no distrito de İskenderun, nos montes Amano, na Turquia. A Geografia de Estrabão menciona-a as margens de Gindaro, "uma fortaleza natural", que levava ao Portão de Amano sobre os montes Amano.

## História do castelo
O castelo foi erigido em 965 pelo imperador Nicéforo II Focas (r. 963–969), que estacionou lá 1 000 infantes e 500 cavaleiros sob o comando de Miguel Burtzes para invadir o campo da cidade vizinha de Antioquia. Ele forneceu a base para uma força que cobria o Portão Amano. Ele foi edificado em dois níveis em torno de uma colina, a fortificação assemelhada ao trabalho armênio, e com água fornecida por aquedutos. Foi então reconstruída em torno de 1153 pelos Cavaleiros Templários sob o nome Gastão (Gaston, Gastun, Guascon e Gastim) e foi controlada por eles ou o Principado de Antioquia até ser forçada a capitular o sultão Saladino (r. 1174–1193) em 26 de agosto de 1189. Foi tomada em 1191 pelos armênios sob Leão III (r. 1269/1270–1289), e sua posse tornou-se grande ponto de discórdia entre os antioquenos e templários.
Após muita negociação, finalmente retornou aos templários em 1216. Segundo os cronistas armênios, resistiu a um cerco das forças de Alepo por essa época. Com a queda de Antioquia ao sultão mameluco Baibars (r. 1260–1277) em 1268, a guarnição perdeu o ânimo e um dos soldados desertou e entregou as chaves do castelo para ele. Os defensores restantes decidiram destruir o que podiam e renderam o castelo. Apesar da perda do castelo, Hetum II (r. 1289–1293) e Leão IV (r. 1303/05–1307) derrotaram decisivamente uma força invasora mameluca nas proximidades do passo em 1305.
A primeira evolução história e arqueológica detalhada, incluindo uma pesquisa plana do complexo inteiro, foi concluída em 1979 por R. W. Edwards. A fortificação tinha mais de 30 câmaras que abrangem o declive íngreme nos três níveis primários. Embora o sítio inicialmente tinha fases de construção árabe e bizantina, boa parte da alvenaria exterior é das ocupações francas. Reparos das torres e muralhas foram feitas pelos armênios com sua alvenaria distintiva durante breves períodos de controle. Bagras nunca foi integrada no complexo sistema defensivo que os armênios construído junto ao montes Tauro e Antitauro da Cilícia do século XII ao XIV.